# Sinksundsfjärden
Sinksundsfjärden är en sjö i Luleå kommun i Norrbotten och ingår i Altersundet-Luleälvens kustområde. Sjön har en area på 0,467 kvadratkilometer och ligger 0 meter över havet. Sjön avvattnas av vattendraget Holmsundet.

## Delavrinningsområde
Sinksundsfjärden ingår i det delavrinningsområde (729499-179306) som SMHI kallar för Utloppet av Sinksundsfjärden. Medelhöjden är 12 meter över havet och ytan är 18,44 kvadratkilometer. Räknas de 8 avrinningsområdena uppströms in blir den ackumulerade arean 104,23 kvadratkilometer. Avrinningsområdets utflöde Holmsundet mynnar i havet. Avrinningsområdet består mestadels av skog (75 procent). Avrinningsområdet har 0,49 kvadratkilometer vattenytor vilket ger det en sjöprocent på 15,1 procent.